# Wyrażenie stałe
Wyrażenie stałe jest to wyrażenie zapisane w kodzie źródłowym programu, którego wartość może zostać wyznaczona przez translator już na etapie kompilacji.
W kodzie źródłowym często umieszczane są konkretne wartości, znane na etapie kodowania. Wartości te mogą zostać zapisane za pomocą literałów reprezentujących w danym typie konkretną wartość. W większości implementacji możliwe jest również zapisanie takich wartości w postaci wyrażeń stałych.
Wyrażenia stałe w odróżnieniu od literałów nie stanowią zapisu wprost wartości, lecz jest to zapis wartości za pomocą literałów, w tym zdefiniowanych wcześniej stałych, symboli i makr preprocesora, operatorów oraz wybranych funkcji standardowych. Określona wartość, która ma zostać wpisana do kodu źródłowego, wymaga w tym przypadku wykonania obliczeń. W większości systemów programowania wyrażania takie są obliczane w trakcie przetwarzania kodu źródłowego przez translator, do kodu wynikowego wstawiana jest wyznaczona wartość wyrażenia stałego (a nie kod obliczeniowy zawarty w wyrażeniu).
Stosowanie wyrażeń stałych:
- uwalnia programistę od pewnych obliczeń przy kodowaniu,
- stanowi samodokumentowanie się kodu źródłowego, ułatwiające jego późniejsze zrozumienie,
- ułatwia pisanie złożonych projektów przez grupy programistów (np. poprzez stosowanie wcześniej definiowanych przez innych programistów stałych lub symboli preprocesora bez konieczności znajomości ich wartości, a więc pewne parametryzowanie kompilacji).

Typ wartości wyrażenia stałego wynika najczęściej z kontekstu lub zastosowanych literałów i operatorów. Gdy język dopuszcza takie wyrażenia, to mogą występować wszędzie tam, gdzie można stosować literały reprezentujące konkretne wartości.
Wyrażenia stałe często stosowane są przy deklarowaniu stałych i inicjalizacji zmiennych (zwane także wyrażeniami inicjującymi).
| język programowania | możliwość stosowania                                                                               | przykłady                                                                              |
| ------------------- | -------------------------------------------------------------------------------------------------- | -------------------------------------------------------------------------------------- |
| Turbo Pascal        | - literały - operatory - zadeklarowane wcześniej stałe - wybrane funkcje standardowe modułu System | - const A=15+Ord('A'); - const S='A'+'B'+Chr(10)+#$D; - const Z=['0'..'9']+['A'..'Z']; |
| Turbo C             | - literały - operatory - stałe preprocesora - zmienne zainicjowane - funkcje                       | - int v=5+STALA_PREPR; - double x=3-sin(0.2);                                          |
| Clipper 5.0         | - literały - operatory - zadeklarowane wcześniej stałe - stałe preprocesora                        | LOCAL x:=12+15/STALA_PREPR                                                             |
| PL/I                | - literały - operatory - stałe preprocesora - zmienne zainicjowane - procedury                     | - DCL N INITAL(CALL IN(2)); - DCL (X DEC, Y BIN) INITIAL(5+6-N);                       |
| Modula-2            | - literały - operatory - zadeklarowane wcześniej stałe                                             | - CONST N=16-1; - CONST M=N*N-1;                                                       |